# Энилл, Аарон
Аарон Энилл (англ. Aaron Enill; 6 сентября 1995, Тринидад и Тобаго) — тринидадский футболист, вратарь.

## Карьера
Начинал свою карьеру на родине. Выступал за ряд тринидадских клубов. Осенью 2024 года перешел в «Монтего-Бей Юнайтед» из Ямайки. В команде выступает со своими соотечественниками Джосая Триммингемом, Дарнеллом Хоспедалесом, Че Бенни и Джордоном Бритто.

### В сборной
За сборную Тринидада и Тобаго Энилл дебютировал 15 мая 2024 года в домашнем товарищеском матче с Гайаной. В своей первой игре за национальную команду вратарь сохранил свои ворота в неприкосновенности, а «воины сока» одержали победу со счетом 2:0.